# Bela (gmina Kamnik)
Bela – wieś w Słowenii, w gminie Kamnik. W 2018 roku liczyła 87 mieszkańców.